# 沃基爾角

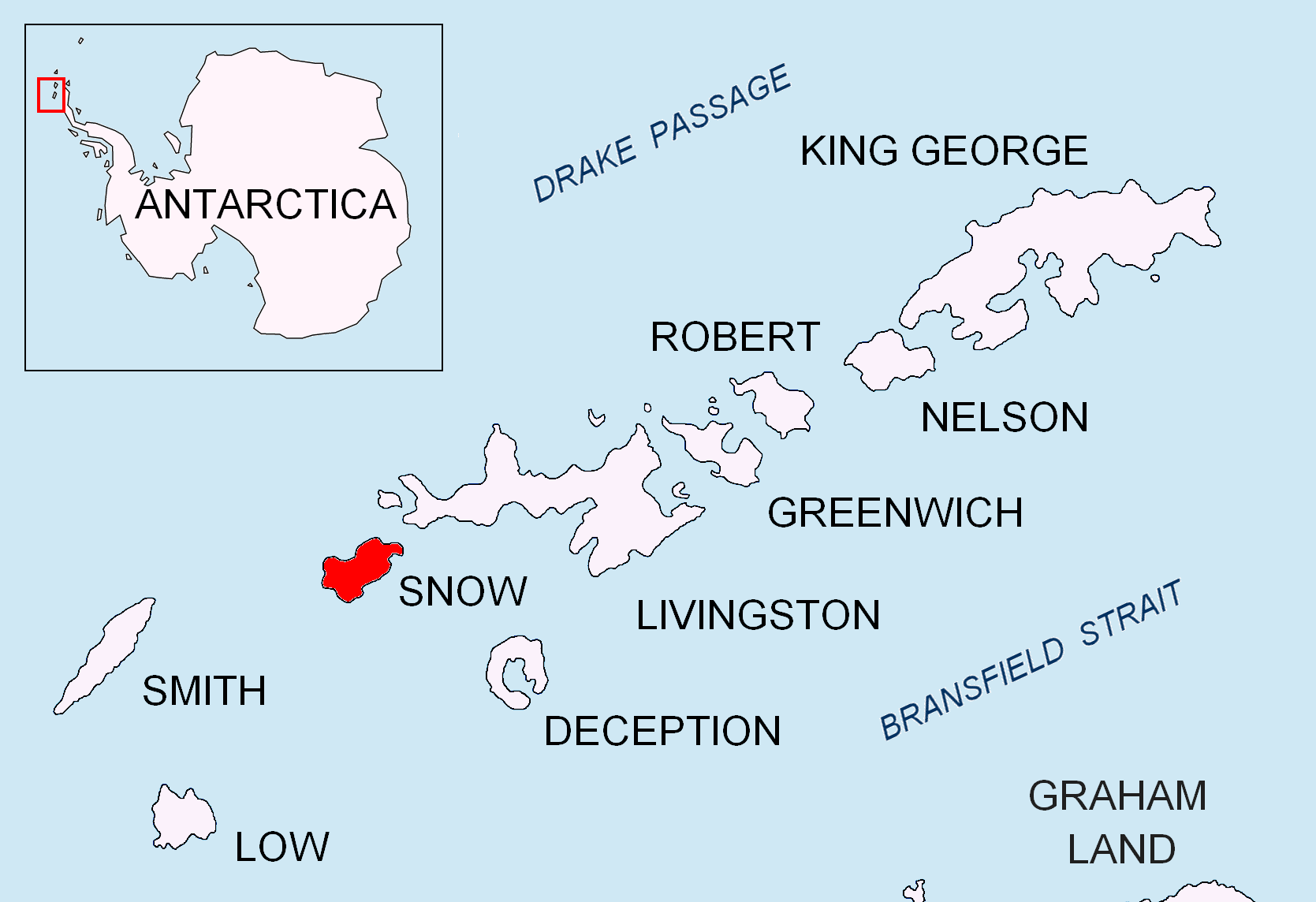

沃基爾角（英語：Vokil Point），是南極洲的海岬，位於南設得蘭群島的雪島西南岸，處於埃斯特韋雷納角以南2公里和門羅角以北2公里，是巴魯廷灣入口處北部，現時由南極條約體系管理。